# 町永俊雄
町永 俊雄（まちなが としお、1947年（昭和22年）9月6日 - ）は、福祉介護評論家・ジャーナリスト。NHKの元アナウンサー。

## 人物
東京都出身。東京都立日本橋高等学校を経て早稲田大学政治経済学部卒業後、1971年（昭和46年）入局。以後八戸、岡山、東京、名古屋などで勤務。情報系の番組を担当することが多かったが、のちに社会福祉系の番組を専門とするようになる。2007年10月1日に嘱託職へ移行し、64歳となった2011年秋に嘱託終了。
趣味は庭いじり。

## 出演番組
- ETVワイド ともに生きる（2005.4〜） - キャスター
- ハートネットTV

過去
- おはようジャーナル
- くらしのジャーナル
- 教育トゥデイ（NHK教育・1996.4 - 1998.3）
- 少年少女プロジェクト特集「10代に聞く 少年犯罪をどう思いますか」（NHK教育・2000.11.25） - 司会
- ウイークエンド中部（NHK名古屋・2002.4 - 2003.3）
- 情報フレッシュ便 さらさらサラダ（NHK名古屋・2003.4 - 2004.3）
- Midnight CK 夜もさらさら（特番・NHK名古屋・2004.12.01）
- お元気ですか日本列島（木曜日、2004.5 - 2006.3）
- 福祉ネットワーク（- 2012.3） - メインキャスター
- 長野すけなりの医療界キーパーソンに聞く（2015年9月14・21日　アール・エフ・ラジオ日本　ゲスト）
- ハート・リング健康Radio〜認知症と手をつなごう〜（文化放送　スペシャル準レギュラー）